# جنازة رسمية

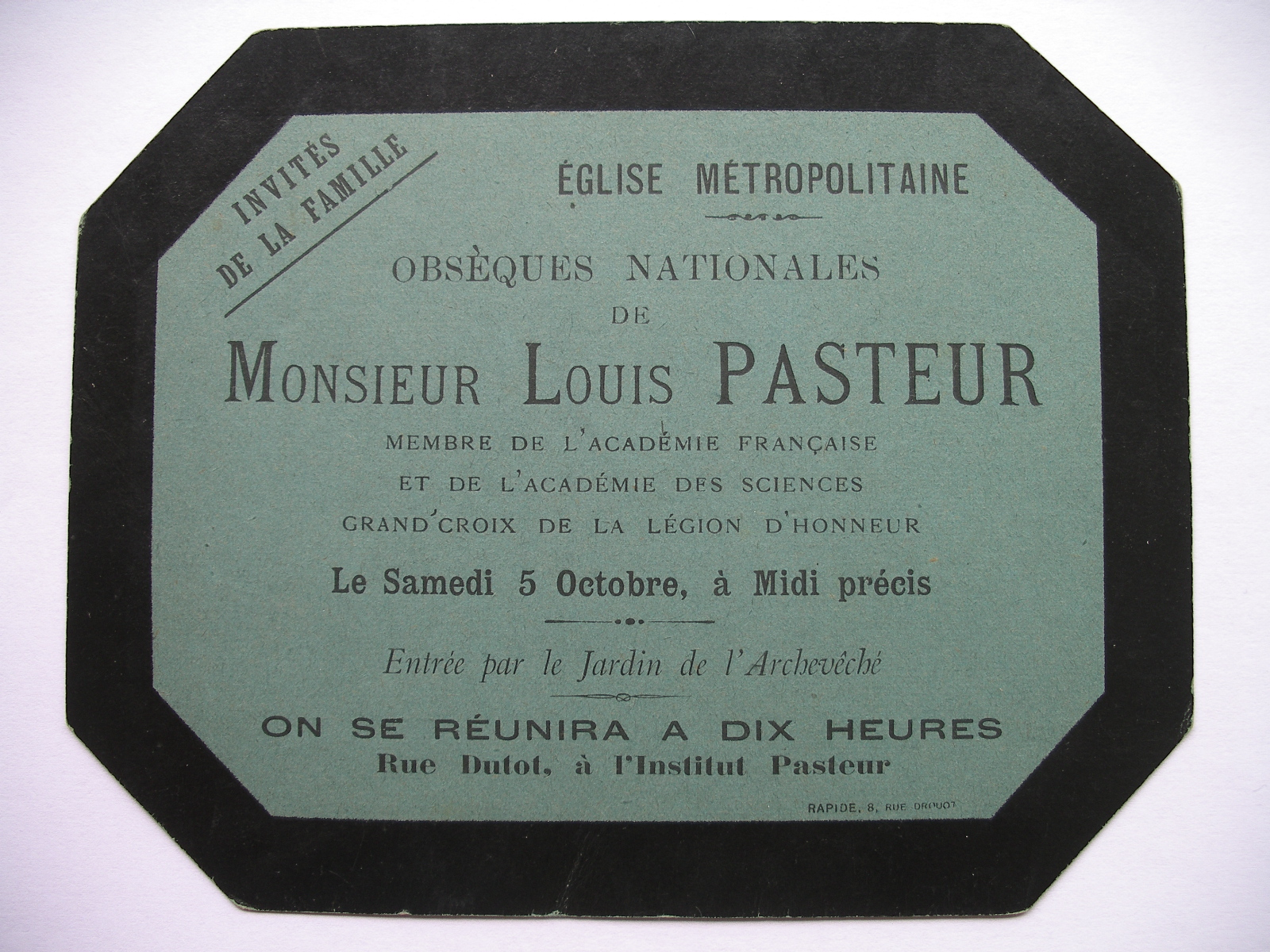
بطاقة دعوة لحضور الجنازة الرسمية لباستور

الجِنَازة الرسمية هو مصطلح بشير إلى مراسم التشييع العامة، بمراعاة لقواعد بروتوكولية صارمة، تعقد لتكريم شخصية ذات أهمية وطنية. وتتميز الجنائز الرسمية عادة بالكثير من الفخامة وحفل في ظل من الإيحاءات الدينية والتقاليد العسكرية وتغطية إعلامية واسعة. عموما، يتم التشييع بإشراك الجمهور في فترة حداد وطني بموافقة أسرة الفقيد.